# Jordi Mollà
Jordi Mollà Perales (Hospitalet de Llobregat, 1 de julio de 1968) es un actor y director de cine español.

## Biografía
Nacido en Hospitalet de Llobregat, estudió en el Instituto del Teatro de Barcelona. Después de algunas apariciones en televisión y obras teatrales en el Teatro Lliure, debuta en el cine con Jamón, jamón en 1992.
Durante el rodaje de la película Blow (2001) entabló una buena amistad, que aún perdura, con el actor Johnny Depp. Ha sido nominado cinco veces al Goya, una al mejor cortometraje, otra al mejor actor de reparto y tres más al mejor actor protagonista, no habiendo aún logrado el galardón.
En 2002 estrenó su primera película como director, No somos nadie. Ese mismo año, George Lucas le ofreció participar como un personaje secundario en su película Star Wars Episodio II: El Ataque de los Clones, pero rechazó dicha oferta.
En 2006 da vida a Paco Ariza en la película GAL. En 2007 interpretó al rey de España Felipe II en Elizabeth: La edad de oro (2007), y en 2010 interpreta al poeta Jaime Gil de Biedma en la película El cónsul de Sodoma, dirigida por Sigfrid Monleón. En los últimos diez años ha participado en varias producciones norteamericanas.
Ha interpretado películas en catalán, castellano, italiano, francés e inglés sin doblaje.
Además de su trayectoria como actor, Mollà ha desarrollado una actividad paralela como pintor y escritor. Debutó como artista plástico en la feria ARCO en 2002 y desde entonces ha expuesto en ciudades como Madrid y Miami, con proyectos recientes como una serie de 32 cuadros para un hotel en Galicia y una intervención artística en el Festival Internacional de Cine de Morelia en 2023. Como escritor, publicó la novela Agua estancada (2000), en la que relataba un proceso creativo personal. Desde el año 2008 trabaja con la Galería Eva Ruiz (Madrid), en la que ha realizado diversas exposiciones colectivas y una individual.
Actualmente reside entre Miami y Madrid.
El 24 de diciembre del 2022, la localidad valenciana de Montesa le dedicó una calle llamada Camino Jordi Mollà Perales. En Montesa nació la madre de Jordi, Saturnina Perales Gómez. Jordi pasó estancias desde su niñez hasta su juventud, tanto en Montesa como en Canals, la localidad donde nació su padre, Antonio Mollà Llorens. Hoy en día, sigue acudiendo a las dos localidades.

## Películas

### Como director
- (1992) Walter Peralta (c)
- (1995) No me importaría irme contigo.(c)
- (2002) No somos nadie
- (2012) 88

### Como guionista
- Walter Peralta (1993)
- No me importaría irme contigo (1995)
- No somos nadie (2002)
- Cinemart (2007)
- 88 (2012)
- Duelo (2014).[8]

### Como actor
- (1992) Revólver, de Gary Nelson.
- (1992) Jamón, jamón, de J.J. Bigas Luna.
- (1993) Historias de la puta mili, de Manuel Esteban.
- (1993) Mi hermano del alma, de Mariano Barroso.
- (1994) Le fusil de bois, de Pierre Delerive.
- (1994) Todo es mentira, de Álvaro Fernández Armero.
- (1994) Historias del Kronen, de Montxo Armendáriz.
- (1994) Alegre ma non troppo, de Fernando Colomo.
- (1995) La flor de mi secreto, de Pedro Almodóvar.
- (1995) Los hombres siempre mienten, de Antonio del Real.
- (1996) La cible, de Pierre Courrège.
- (1996) La Celestina, de Gerardo Vera.
- (1997) Perdona bonita, pero Lucas me quería a mí, de Dunia Ayaso y Félix Sabroso.
- (1997) La buena estrella, de Ricardo Franco.
- (1998) Los años bárbaros, de Fernando Colomo.
- (1998) Dollar for the Dead, de Gene Quintano.
- (1998) El pianista, de Mario Gas.
- (1999) Volavérunt, de J.J. Bigas Luna.
- (1999) Nadie conoce a nadie, de Mateo Gil.
- (2000) Segunda piel, de Gerardo Vera.
- (2001) Son de mar, de J.J. Bigas Luna.
- (2001) Blow, de Ted Demme.
- (2002) No somos nadie, de Jordi Mollà.
- (2003) The Tulse Luper Suitcases: The Moab Story, de Peter Greenaway.
- (2003) Bad Boys II, de Michael Bay.
- (2004) The Alamo, de John Lee Hancock.
- (2004) The Tulse Luper Suitcases: Part 2: Vaux to the Sea, de Peter Greenaway.
- (2005) Ausentes, de Daniel Calparsoro.
- (2006) Anthony Warrior of God, de Antonello Belluco.
- (2006) Il mercante di pietre, de Renzo Martinelli.
- (2006) GAL, de Miguel Courtois.
- (2006) Sultanes del sur, de Alejandro Lozano.
- (2007) Elizabeth: La edad de oro, de Shekhar Kapur.
- (2008) La conjura de El Escorial, de Antonio del Real.
- (2010) El cónsul de Sodoma, de Sigfrid Monleón.
- (2010) Knight & Day, de James Mangold.
- (2010) Inhale, de Baltasar Kormákur.
- (2010) Zenitram, de Luis Barone.
- (2011) Colombiana, de Olivier Megaton.
- (2011) Bunraku, de Guy Moshe.
- (2012) Call of Duty: Black Ops II Doblaje Raúl Menéndez, de Treyarch
- (2012) Una pistola en cada mano, de Cesc Gay
- (2013) Riddick, de David Twohy
- (2015) Tiempo límite, de Peter Billingsley
- (2015) Latin Lover, de Cristina Comencini
- (2015) En el corazón del mar, de Ron Howard
- (2016) The Godmother, de Gerard Johnson
- (2016) Criminal, de Ariel Vromen
- (2016) Quel bravo Ragazzo, de Enrico Lando
- (2016) Treintona, soltera y fantástica, de Chava Cartas
- (2017) Operación Concha, de Antonio Cuadri
- (2018) Ibiza, de Alex Richanbach
- (2018) El hombre que mató a Don Quijote.
- (2019) Jack Ryan como Nicolas Reyes.
- (2019) The other me como Vahko
- (2020) Duelo por anunciar
- (2020) Más veloz que la muerte- Jules Bergman
- (2021) The Private Lives of Jordi Mollà & Domingo Zapata, de Giuseppe Ferlito
- (2025) The Life List
- (2025) Tierra de mafiosos

## Premios y nominaciones

### Premios Goya
| Año  | Categoría                                   | Obra                | Resultado |
| ---- | ------------------------------------------- | ------------------- | --------- |
| 1994 | Mejor cortometraje documental               | Walter Peralta      | Nominado  |
| 1996 | Mejor interpretación masculina de reparto   | La Celestina        | Nominado  |
| 1997 | Mejor interpretación masculina protagonista | La buena estrella   | Nominado  |
| 1999 | Mejor interpretación masculina protagonista | Segunda piel        | Nominado  |
| 2009 | Mejor interpretación masculina protagonista | El cónsul de Sodoma | Nominado  |

### Otros premios
| Año  | Ceremonia                | Categoría              | Obra                | Resultado | Notas                            | Ref.   |
| ---- | ------------------------ | ---------------------- | ------------------- | --------- | -------------------------------- | ------ |
| 1997 | Festival de Mar de Plata | Mejor actor            | La buena estrella   | Ganador   | Ex aequo junto a Antonio Resines | [ 9 ]  |
| 1997 | Premios Ondas            | Mejor actor            | La buena estrella   | Ganador   | Ex aequo junto a Antonio Resines | [ 10 ] |
| 1997 | Premios Butaca           | Mejor actor            | La buena estrella   | Ganador   |                                  | [ 11 ] |
| 1997 | Premios Unión de Actores | Mejor actor            | La buena estrella   | Ganador   |                                  | [ 12 ] |
| 2000 | Festival de Viña del Mar | Mejor actor secundario | El pianista         | Ganador   |                                  | [ 13 ] |
| 2011 | Premios Gaudí            | Mejor actor            | El cónsul de Sodoma | Nominado  |                                  | [ 14 ] |